# Lista postaci serialu Arrow
Lista postaci występujących w amerykańskim serialu Arrow, z podziałem na poszczególne sezony

## Obsada główna
- Stephen Amell jako Oliver Queen/Arrow, bogaty playboy, który prowadzi drugie życie jako zakapturzony mściciel. Po pięciu latach spędzonych na odciętej od świata wyspie, Oliver powraca do domu z misją naprawienia błędów popełnionych przez swojego ojca i ocalenia miasta przed zbrodnią i korupcją. Jego postać opiera się na postaci Green Arrow z DC Comics.

- Katie Cassidy jako Laurel Lance/Black Canary, prawniczka i była dziewczyna Olivera. Podobnie jak on walczy dla ludzi w Starling City. W pierwszym sezonie pracuje dla organizacji pozarządowej oferując swe usługi ludziom, którzy nie mogą pozwolić sobie na normalnie opłacanego prawnika. W trzecim sezonie została drugą bohaterką serialu (po swojej siostrze), posługującą się tożsamością Black Canary[1]. Jej postać oparta jest na postaci Dinah Laurel Lance[2][3] z uniwersum DC Comics.

- Colin Donnell jako Tommy Merlyn, najlepszy przyjaciel Olivera[4]. Jego ojcem jest Malcolm Merlyn, główny antagonista pierwszego sezonu serialu.

- David Ramsey jako John Diggle, partner, ochroniarz i powiernik Olivera[5]. Jest również byłym wojskowym i wykorzystuje swoje umiejętności pomagając nie tylko Oliverowi, ale i innym ludziom.

- Willa Holland jako Thea Queen/Speedy, młodsza siostra Olivera[6] Thea początkowo uzależnia się od narkotyków, ale udaje jej się wyjść z nałogu. W drugim sezonie okazuje się, że biologicznym ojcem Thei jest Malcolm Merlyn. Jej pełne nazwisko brzmi Thea Dearden Queen, co jest nawiązaniem do postaci komiksowej o nazwisku Mia Dearden[7].

- Susanna Thompson jako Moira Queen, matka Olivera oraz Thei[8] Moira jest członkiem sekretnej organizacji, której członkiem był również jej zmarły mąż, która ma plany zniszczenia miasta i późniejszej jego odbudowy według wizji lidera organizacji. W drugim sezonie kandyduje na stanowisko burmistrza Starling City.

- Paul Blackthorne jako detektyw Quentin Lance, ojciec Laurel i detektyw pracujący w policji w Starling City[9]. Obwinia Olivera za śmierć córki Sary. W pierwszym sezonie stara się zrobić wszystko, żeby tylko schwytać mściciela, natomiast w drugim zmienia perspektywę w stosunku do niego. Postać wzorowana jest na postaci z DC Comics o imieniu Larry Lance, która również była detektywem i mężem Dinah Drake Lance, oraz ojcem Dinah Laurel Lance.

- Emily Bett Rickards jako Felicity Smoak/Overwatch[10] technik informatyczny w Queen Consolidated, która stała się częścią drużyny Olivera. Podobnie jak Diggle, Felicity jest przyjaciółką i powierniczką sekretu Olivera. W DC Comics postać o tym imieniu była macochą Ronnie'ego Raymonda (superbohatera znanego jako Firestorm) i managerem firmy produkującej oprogramowanie komputerowe[11]. Rickards awansowała do głównej obsady od sezonu drugiego, wcześniej występując gościnnie w 1 sezonie[12].

- Manu Bennett jako Slade Wilson/Deathstroke, agent ASIS, który połączył siły z Oliverem podczas jego pobytu na wyspie, jednak w wyniku nieporozumień staje się jego zaciekłym wrogiem. Bennett początkowo był obsadzony jako postać gościnnie występująca w sezonie 1[13], po czym stał się częścią głównej obsady w sezonie 2[14]. Jej pierwowzorem jest postać z DC Comics zwana Deathstroke[13].

- Colton Haynes jako Roy Harper/Arsenal, z początku drobny złodziej, który zaprzyjaźnia się z Theą, a niedługo po tym zostaje jej chłopakiem. Jest zafascynowany postacią mściciela i do odcinka Tremors nie zna jego tożsamości. Po zarażeniu mirakuru zyskał nadludzką siłę. Zaczął pomagać Oliverowi, który z czasem zaczął go szkolić. Haynes awansował do głównej obsady na początku drugiego sezonu[15]. Od trzeciego sezonu Roy zostaje pomocnikiem Arrowa o pseudonimie Arsenal i otrzymuje własny czerwony kostium[16]. Pierwowzorem tej postaci jest postać z DC Comics o tym samym nazwisku[17].

- John Barrowman jako Malcolm Merlyn/Dark Archer, ojciec Tommy'ego. Jest odpowiedzialny za sabotaż jachtu rodziny Queen, co w rezultacie przyczynia się do śmierci Roberta Queena. Jest jednocześnie szefem firmy Merlyn Global Group, liderem sekretnej organizacji mającej na celu zniszczenie miasta, a także wyszkolonym przez Ligę zabójców asasynem posługującym się łukiem. Zabija bez wahania tych, którzy zagrażają ujawnieniu jego sekretów. Mimo pokonania Malcolma przez Olivera w pierwszym sezonie, jego plan zniszczenia miasta nadal dochodzi do skutku, przyczyniając się do śmierci Tommy'ego. W sezonie drugim, okazuje się, że Merlyn nadal żyje, ponadto jest ojcem The'i. Postać pozuje na postaci Merlyna, największego wroga Green Arrow. Po gościnnych występach w ciągu pierwszego i drugiego sezonu, Barrowman awansował do głównej obsady od sezonu trzeciego[18].

## Role drugoplanowe

### Sezon 1
- Audrey Marie Anderson jako Lyla Michaels
- Sebastian Dunn jako  Edward Fyers
- Celina Jade jako  Shado
- Byron Mann jako Yao Fei
- Colin Salmon jako Walter Steele

### Sezon 2
- Cynthia Addai-Robinson jako Amanda Waller, pracuje dla ARGUS, oraz prowadzi słynną grupę Suicide Squad[19]
- Kevin Alejandro jako Sebastian Blood / Brother Blood
- Summer Glau jako Isabel Rochev, wicedyrektor w Stellmoor International, która chciała przejąć Queen Consolidated. Jej nazwisko było wymienione w liście ojca Olivera[20].
- Caity Lotz jako Sara Lance / Canary[21],
- Bex Taylor-Klaus jako Cindy a.k.a. Sin – niezależna dziewczyna, która jest bliską przyjaciółką Canary. Świetne zna się też z Royem Harperem[22]

### Sezon 3
- Austin Butler jako Chase[23]
- Rila Fukushima jako Tatsu Yamashiro[24]
- Matt Nable jako Ra's al Ghul- przywódca Ligi Zabójców, oraz ojciec Nyssy al Ghul[25]
- J.R. Ramirez jako Ted Grant / Wildcat Grant jest byłym bokserem który prowadzi salę gimnastyczną dla biednej młodzieży. Trenuje Laurel Lance[26]
- Brandon Routh jako Ray Palmer/Atom – niesamowity naukowiec, który przejął kontrolę nad Queen Consolidated[27]
- Marc Singer jako Matthew Shrieve generał dowodzący grupą „The Creature Commandos”[28]
- Karl Yune jako Maseo Yamashiro[29]

### Sezon 4
- Echo Kellum jako Curtis Holt / Mr. Terific – wynalazca i geniusz technologiczny, który pracuje dla Felicity Smoak w Palmer Industries[30]
- Alexander Calvert jako Lonnie Machin / Anarky[30]
- Jimmy Akingbola jako  Baron Reiter/ Baron Blitzkrieg – lider niebezpiecznej grupy Shadowspire[31]
- Elysia Rotaru jako Taiana Venediktov[32]
- Parker Young jako Alex Davis[33]
- Ryan Robbins jako Conklin[34]
- Tom Amandes jako Noah Kuttler / Calculator[35]
- Janet Kidder jako  Ruvé Adams, żona Damiena
- Neal McDonough jako Damien Darhk

### Sezon 5
- Rick Gonzalez jako Jack Wheeler / Wild Dog[36]
- Chad L. Coleman jako Tobias Church[37]
- Tyler Ritter jako detektyw Malone[38]
- Josh Segarra jako Adrian Chase[39]
- Carly Pope jako Susan Williams[40]
- Joe Dinicol jako  Rory Regan / Ragman[41]
- Dolph Lundgren jako   Kovar[42]
- David Meunier jako Ishmael Gregor[43]
- Juliana Harkavy jako Dinah Drake / Tina Boland[44]

### Sezon 6
- Michael Emerson[45]
- Sydelle Noel jako Samandra Watson, agentka FBI[46]
- Kirk Acevedo jako Ricardo Diaz[47]

## Gościnne występy

### Sezon 1
- Ben Browder jako Ted Gaynor[48]
- Roger Cross jako Lucas Hilton,detektyw
- Jessica De Gouw jako  Helena Bertinelli/Huntress, córka szefa mafii, która chciała pomścić śmierć swojego chłopaka[49]
- Andrew Dunbar jako Garfield Lynns
- Seth Gabel jako The Count / Count Vertigo[50]
- Janina Gavankar jako McKenna Hall[51]
- Currie Graham jako  Derek Reston[52]
- Chelah Horsdal jako  Kate Spencer
- Kelly Hu jako Chien Na Wei / China White, szefowa karteru narkotykowego na Południowym Pacyfiku[53]
- Annie Ilonzeh jako Joanna De La Vega
- Alex Kingston jako  Dinah Drake Lance, matka Laurel[54]
- Christie Laing jako Carly Diggle
- Eugene Lipinski jako Alexei Leonov
- Jeffrey Nordling jako Frank Bertinelli, ojciec Heleny i szef mafii w Starling City[55]
- Tahmoh Penikett jako Nick Salvati, prawa ręka szefa mafii, Franka Bertinelli'ego[56]
- Jeffrey Robinson jako Billy Wintergreen
- Michael Rowe jako Floyd Lawton / Deadshot[57]
- Darren Shahlavi jako Constantine Drakon
- Jamey Sheridan jako Robert Queen

### Sezon 2
- Dylan Bruce jako Adam Donner, prawnik, współpracownik Laurel[58]
- Michael Eklund jako  Barton Mathis / Dollmaker
- Grant Gustin jako Barry Allen / The Flash, lekarz sądowy, który w wyniku wypadku uzyskał super-moc[59]
- Jimmy Jean-Louis jako The Capitan – bliski współpracownik Anthony’ego Ivo[60]
- Robert Knepper jako William Tockman / Clock King – genialny przestępca, którego plany i zbrodnie planowane są z wyjątkową precyzją, co do sekundy[61]
- Katrina Law jako Nyssa al Ghul – członkini Ligi Zabójców. Przybywa do Starling City, aby zmierzyć się z Czarnym Kanarkiem. Córka Ra’s al Ghula i przyrodnia siostra Talii[62].
- Nicholas Lea jako Mark Francis – bliskia współpracownika Waltera[63]
- Sean Maher jako Mark Scheffer / Shrapnel – seryjny zamachowc podkładającym bomby w różnych budynkach w mieście[64].
- Dylan Neal jako dr Anthony Ivo, brutalny lekarz, który szukał Miracurum[65]
- David Nykl jako Anatoli Knyazev
- Danielle Panabaker jako Caitlin Snow
- Teryl Rothery jako Jean Loring[66]
- Graham Shiels jako Cyrus Gold
- Carlos Valdes jako Cisco Ramon
- Michael Jai White jako Ben Turner / Bronze Tiger

### Sezon 3
- David Cubitt jako Mark Shaw to agent operacyjny A.R.G.U.S. w Corto Maltese, którego drogi przetną się z Digglem[67]
- Steven Culp jako senator Cray
- Nolan Funk jako Cooper Seldon – były chłopka Felicity ze studiów, haker[68]
- Amy Gumenick jako Carrie Cutter / Cupid – śmiercionośna bohaterka z niebezpieczną obsesją na punkcie Arrowa[69]
- Vinnie Jones jako Danny "Brick" Brickwel – bezwzględny lider gangu[70]
- Charlotte Ross jako Donna Smoak[71]
- Peter Stormare jako Werner Zytle / Vertigo – nowy dystrybutor narkotyku Vertigo[72][73]
- Nick Tarabay jako Digger Harkness / Captain Boomerang[74]
- Matt Ward jako  Simon Lacroix / Komodo – najemnik, który szerzy chaos na ulicach Starling City[75].
- Doug Jones jako Deathbolt – meta-człowiek, który potrafi manipulować światłem[76]

### Sezon 4
- J.R. Bourne jako Double Down[77].
- Rutina Wesley jako Liza Warner[78].
- Charlotte Ross jako Donna Smoak – matka Felicity[79].
- Megalyn Echikunwoke jako  Mari McCabe / Vixen[80].
- Madison McLaughlin jako  Evelyn Sharp / Artemis[81]
- Jeri Ryan jako Jessica Danforth[82]
- Casper Crump jako Vandal Savage
- Falk Hentschel jako Carter Hall / Hawkman
- Chenier Hundal jako  Paul Holt
- Peter Francis James jako dr Aldus Boardman
- Emily Kinney jako Brie Larvan[83]
- Ciara Renée jako Kendra Saunders / Hawkgirl
- Matt Ryan jako John Constantine[84]
- Gabriella Wright jako  Esrin Fortuna

### Sezon 5
- Madison McLaughlin jako  Evelyn Sharp / Artemis[85]
- Wil Traval jako  Christopher Chance[86]